# Музей Синьцзян-Уйгурского автономного района
Музей Синьцзян-Уйгурского автономного района (кит. трад. 新疆維吾爾自治區博物館, упр. 新疆维吾尔自治区博物馆, пиньинь Xīnjiāng Wéiwú'ěr Zìzhìqū bówùguǎn; уйг. شىنجاڭ ئۇيغۇر ئاپتونوم رايونلۇق مۇزېيى‎, Шинҗаң Уйғур аптоном районлуқ музейи) — государственный музей, расположенный в столице Синьцзян-Уйгурского автономного района Китайской Народной республики городе Урумчи. Расположен в районе Сайбаг на улице Си Бэй Лу, 132.

## История
Музей Синьцзян-Уйгурского автономного района был основан в 1953 году и сначала располагался в Народном парке города Урумчи.
В 1962 году музей переехал в современное здание в уйгурском национальном стиле с куполом. Позднее была сделана пристройка с фасадом из голубого стекла в современном стиле с 10 новыми залами. Первоначально музей задумывался как музей истории Шёлкового пути, но постепенно обогащался и другими ценными находками. Площадь залов музея 8 тысяч квадратных метров, в музее более 50 тысяч экспонатов.

## Экспозиция
В экспозиции музея можно выделить следующие разделы:
- Выставка обычаев национальных меньшинств Синьцзян-Уйгурского автономного района — экспозиция посвящена быту и традициям 12 народностей, населяющих Уйгурстан. Здесь можно увидеть традиционную одежду, предметы быта, посуду, культовые предметы, использующиеся представителями этнических групп как в повседневности, так и во время праздников или в ритуальных целях.
- Выставка исторических памятников, обнаруженных при археологических раскопках последних десятилетий — более тысячи артефактов, самые древние из которых датируются III тысячелетием до нашей эры.
- Выставка мумий II тысячелетия до нашей эры из древних городов Лоулань и Хами, находящихся на территории автономного района. Интересно, что это мумии людей, относящихся к европеоидной расе, высокого для бронзового века роста (до 180 сантиметров). Хорошо сохранилась одежда мумий, ясно различим рисунок на тканях.
- Образцы сушёной еды времени правления династии Тан (618—907), сохранившиеся в земле Синьцзяна.
- Выставка об истории шёлка с образцами различных времён[3].

Музей Синьцзян-Уйгурского автономного района, наряду с геологическим, палеонтологическим и историческим музеями, является одним из основных музеев Урумчи, привлекающих внимание туристов из разных стран.

## Галерея

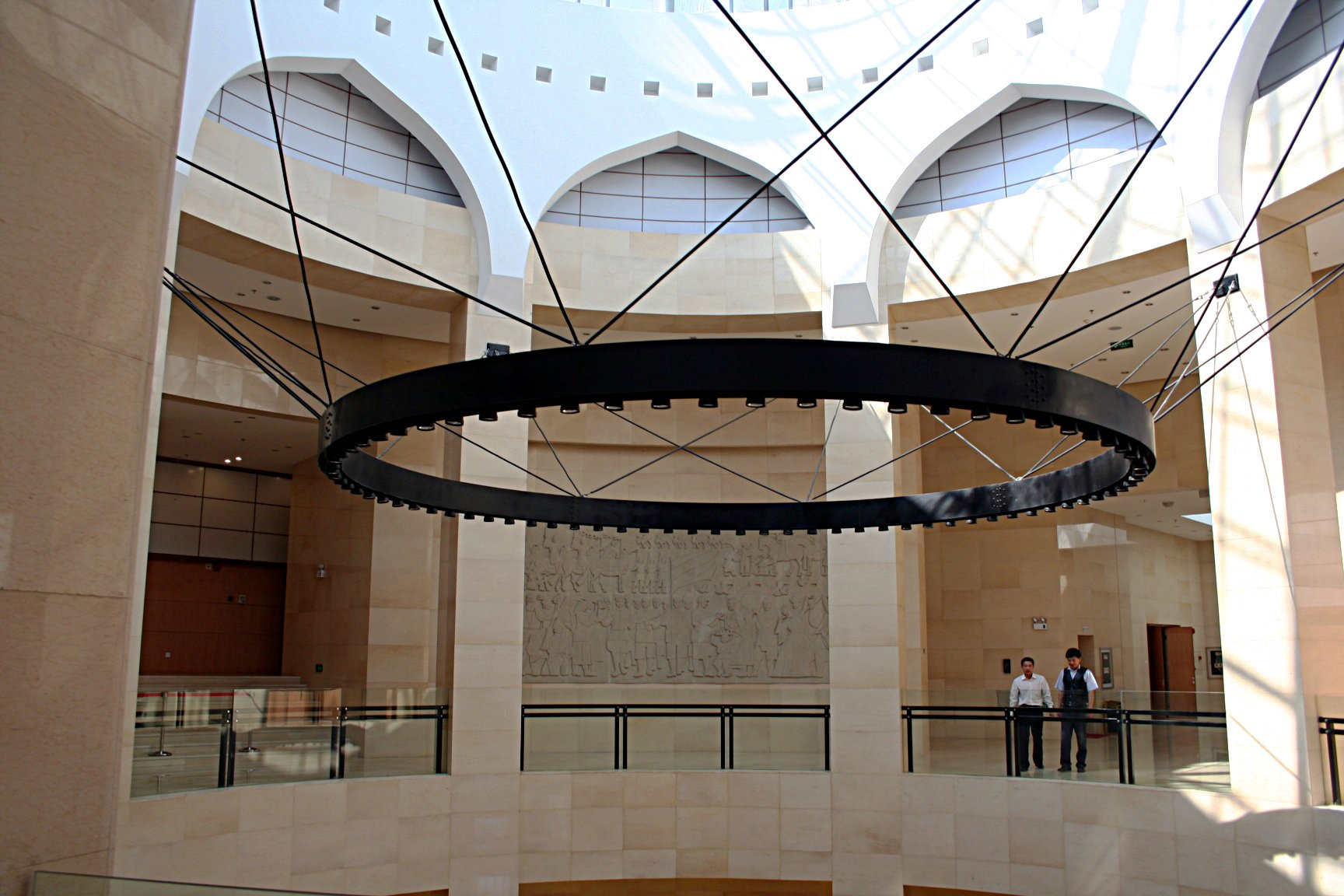
Внутри музея
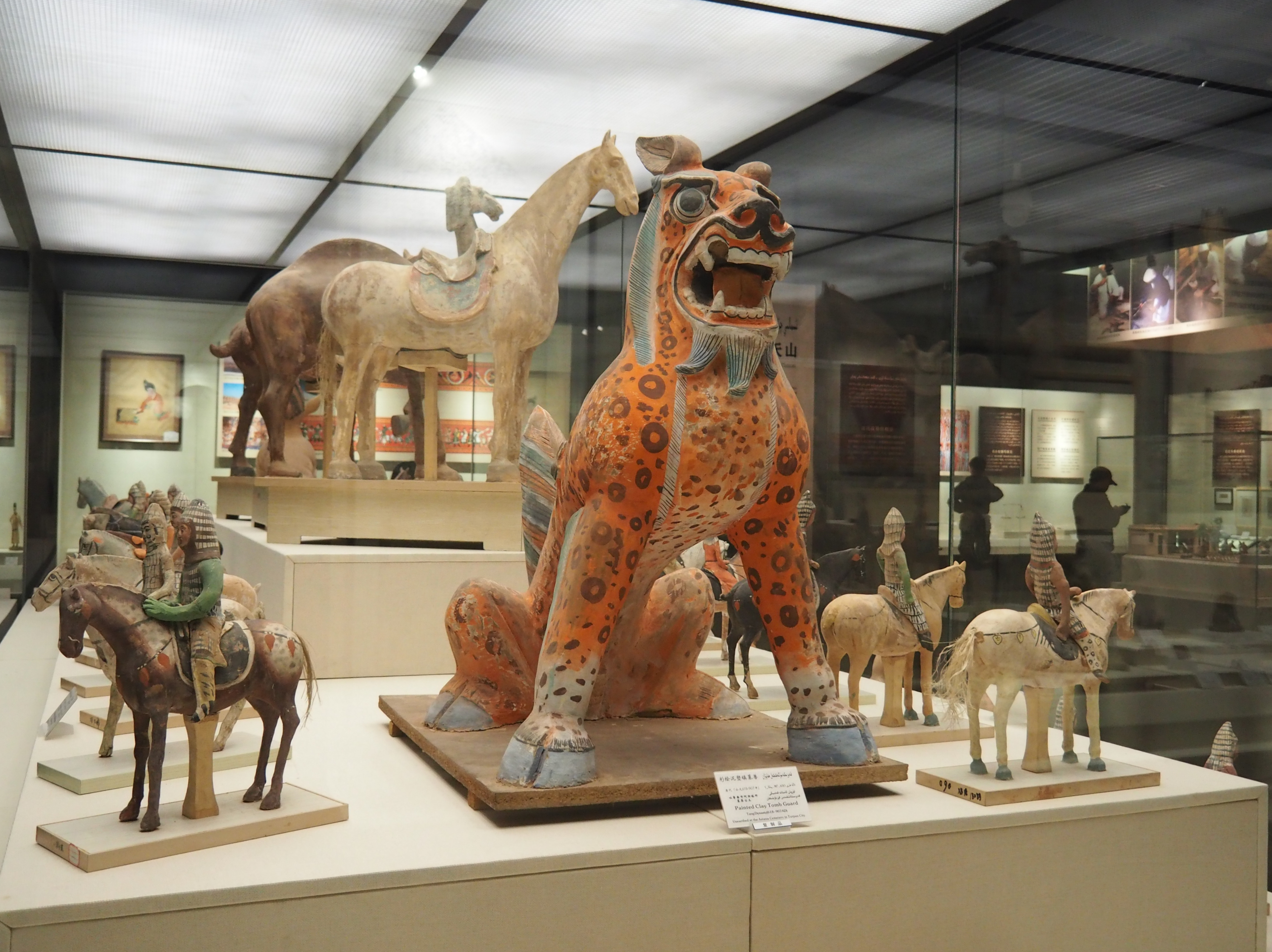
Экспонат в Региональном музее Синьцзяна
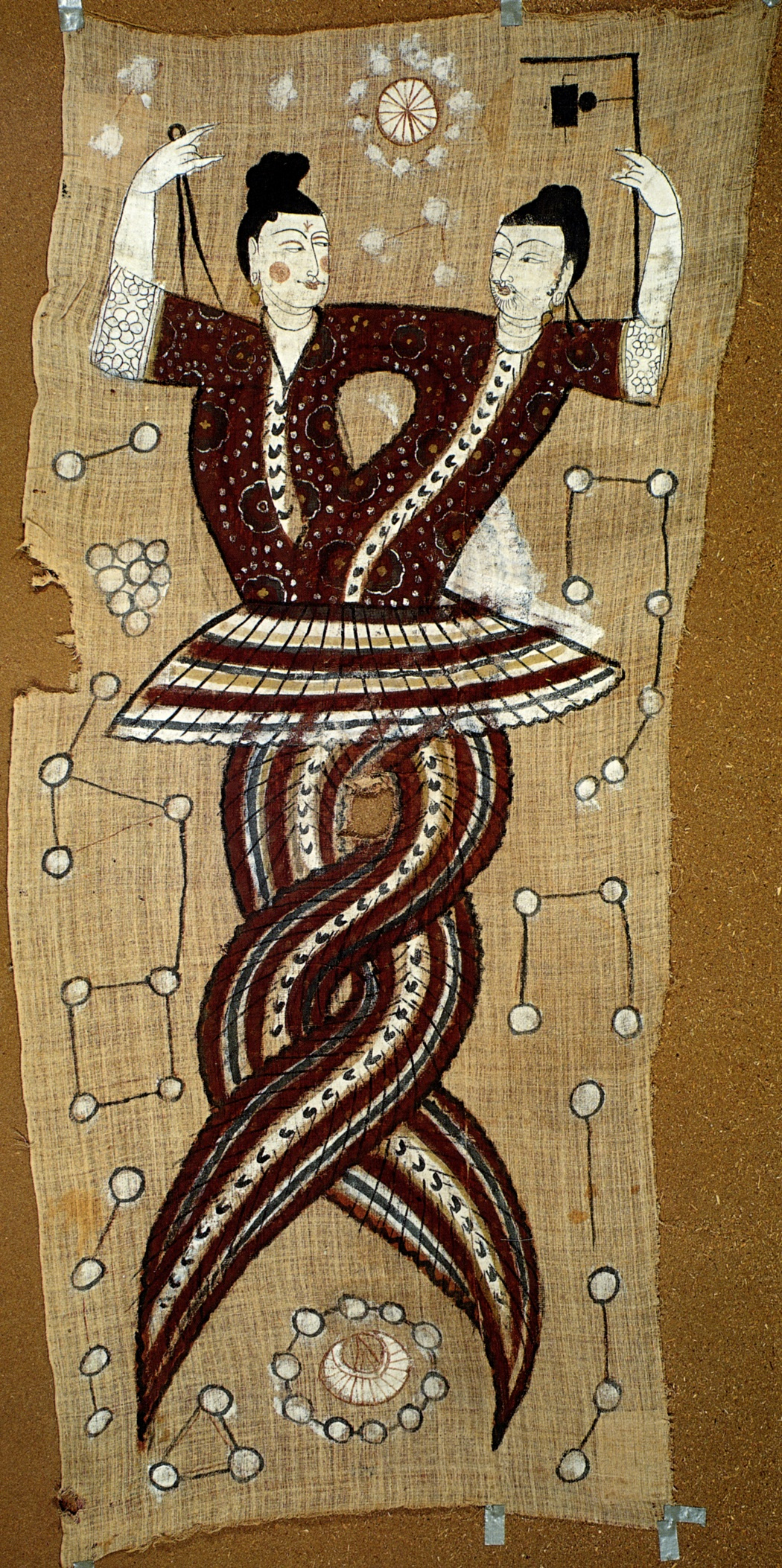
Фу Си и Нюйва (её сестра и жена)
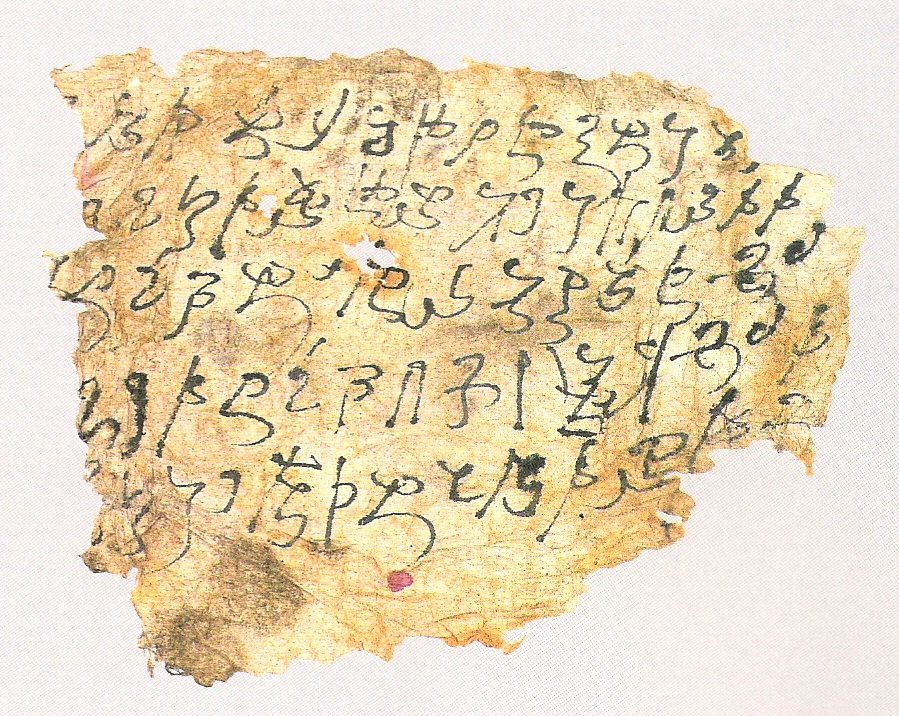
Фрагмент рукописи на кхароштхи
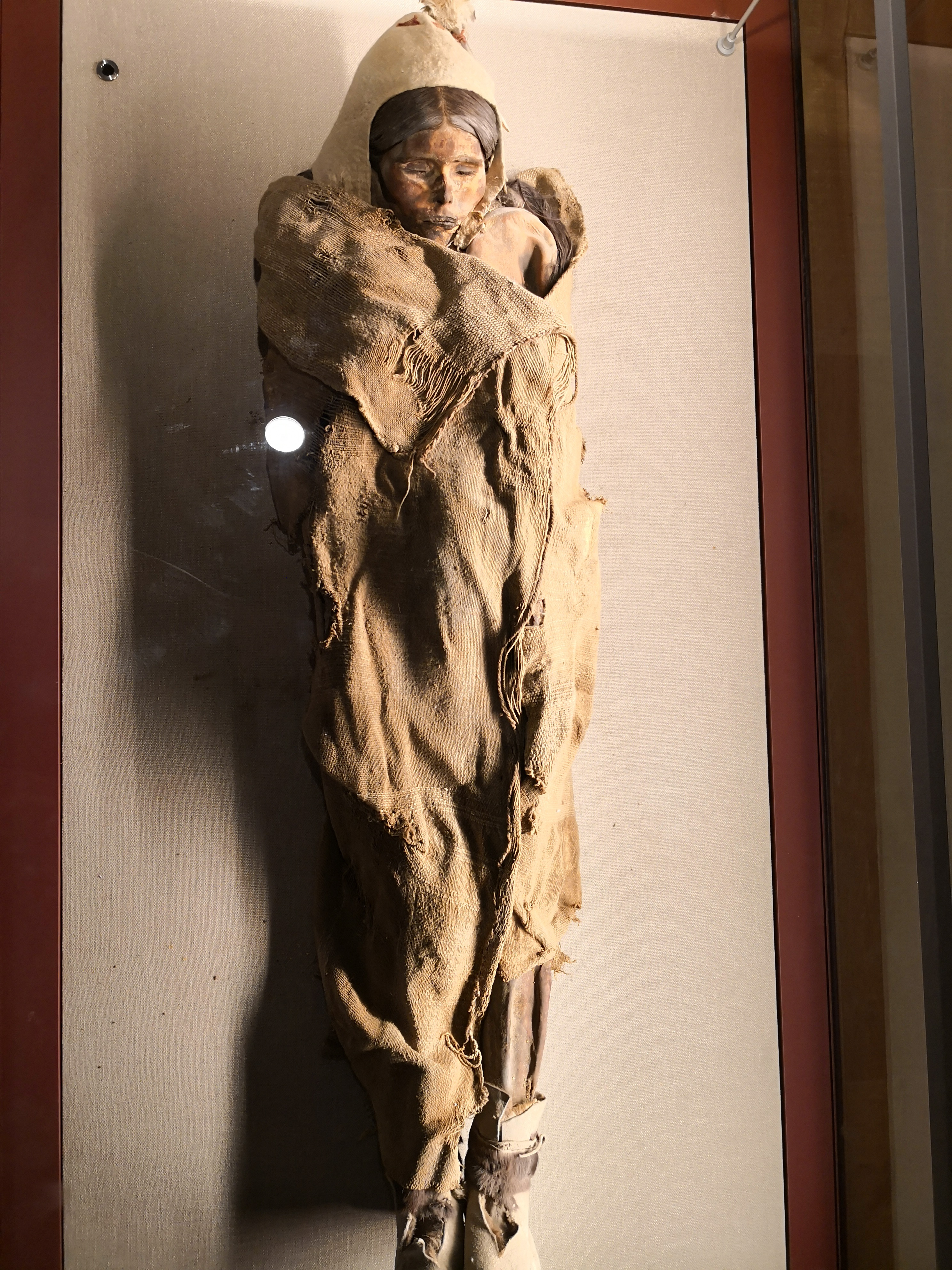
Лоуланьская красавица, мумия из Лоуланя
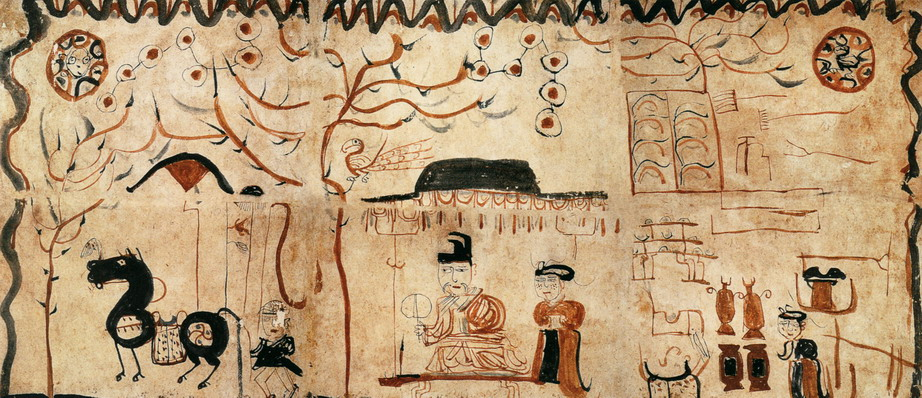
Жизнь, изображённая на стене гробницы (кладбище Астана)
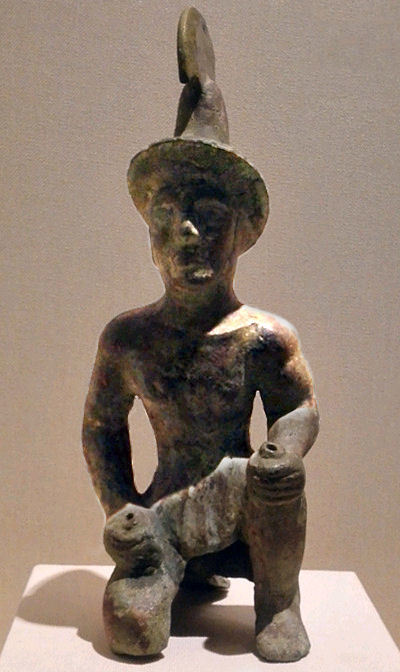
Статуэтка греческого солдата из захоронения III века до н. э. к северу от Тянь-Шаня
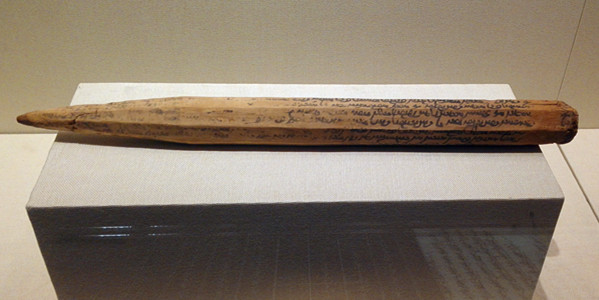
Деревянный брус с надписью на староуйгурском языке